# Filòstrat l'Egipci
Filòstrat l'Egipci (Philostratus, Φιλόστρατος) fou un filòsof grecoromà. És considerat un dels filòsofs sofistes, i es dedicà a escriure panegírics i altres estils de retòrica. Era a l'Àfrica amb Juba II quan Cató d'Útica i Escipió van dirigir les forces contra Juli Cèsar el 47 aC. També fou filòsof del palau de Cleopatra VII. Després de la derrota dels pompeians va obtenir el perdó d'August gràcies a la mediació d'Ari Dídim, filòsof estoic. Tot seguit va abraçar el partit de Marc Antoni.
És esmentat per Plutarc en les seves biografies i per Filòstrat d'Atenes en Vidas dels sofistes. Se'l tenia per un orador molt hàbil, amb facilitat per a la improvisació. El seu estil era exuberant i panegíric. Va aconseguir introduir-se a l'Acadèmia d'Atenes. Se'l relaciona amb Cató el Jove a Sicília.
Crinàgores li va dedicar un epigrama.